# Ekeryd, Hylte kommun

Ekeryd är en by i Färgaryds socken, Hylte kommun. By tillhörde fram till 1959 Långaryds socken
Ekeryd omtalas i dokument första gången 1396. PÅ 1750-talet fanns tre gårdar i vad som då kallades Södra Ekeryd och en gård i Lilla Ekeryd. Under Ekeryd fanns även torpet Ekholmen samt soldattorpet för rote nummer 26 vid Södra Vedbo kompani av Jönköpings regemente.